# Округ Камберланд (Тенеси)
Камберланд (енгл. Cumberland County) је округ у америчкој савезној држави Тенеси.

## Демографија
По попису из 2010. године број становника је 56.053, што је 9.251 (19,8%) становника више него 2000. године.
| Група             | 2000.          | 2010.          |
| Белци             | 45.603 (97,4%) | 53.712 (95,8%) |
| Афроамериканци    | 59 (0,1%)      | 161 (0,3%)     |
| Азијати           | 113 (0,2%)     | 238 (0,4%)     |
| Хиспаноамериканци | 578 (1,2%)     | 1.307 (2,3%)   |
| Укупно            | 46.802         | 56.053         |